# Kimco Realty
Kimco Realty Corporation är ett amerikanskt real estate investment trust som specialiserar sig på att äga varuhus runt om i USA. De ägde 437 varuhus i 27 amerikanska delstater och Puerto Rico samt hade intressen i 290 andra egendomar i december 2018.
Företaget grundades 1961 av Milton Cooper och Martin Kimmel. Den 23 januari 2006 blev det offentligt att Kimco Realty, tillsammans med riskkapitalbolaget Cerberus Capital Management, apoteksföretaget CVS Health och detaljhandelskedjan Supervalu, skulle köpa detaljhandelskedjan Albertsons för totalt 9,7 miljarder amerikanska dollar.
För 2018 hade de en omsättning på nästan 1,2 miljarder amerikanska dollar och en personalstyrka på 533 anställda. Deras huvudkontor ligger i New Hyde Park i New York.